# The Shins
The Shins — американський інді-рок-гурт з Альбукерке, штат Нью-Мексико, сформований у 1996 році. На цей час до складу гурту входять Джеймс Мерсер (вокал, гітара), Джон Сортленд (ударні), Марк Вотрус (гітара), Кейсі Фуберт (гітара), Юкі Метьюз (бас) та Патті Кінг (клавішні). Наразі гурт базується у Портленді, штат Орегон.
Гурт був заснований Мерсером та спочатку вважався сайд-проектом іншого його колективу — Flake Music, який розпався у 1999 році. Перші два альбоми The Shins на лейблі Sub Pop Records — Oh, Inverted World (2001) та Chutes Too Narrow (2003) — були комерційно успішними та отримали схвалення критиків. Справжня слава прийшла до гурту у 2004 році, коли їхня композиція під назвою «New Slang» прозвучала у фільмі Країна садів. Як наслідок, третій альбом The Shins, Wincing the Night Away, який вийшов у 2007 році, опинився на другій сходинці чарту Billboard 200 та отримав номінацію на премію Греммі.
Невдовзі після цього колектив підписав контракт з лейблом Columbia Records, а усіх учасників гурту, окрім Мерсера, було замінено. Після п'ятирічної перерви The Shins презентували свою четверту платівку — Port of Morrow (2012). П'ятий альбом гурту під назвою Heartworms вийшов у березні 2017 року.

## Склад гурту
Теперішні учасники:
- Джеймс Мерсер — основний вокал, гітара (з 1996 року)
- Кейсі Фуберт — гітара (з 2016 року)
- Джон Сортленд — ударні (з 2016 року)
- Юкі Метьюз — бас-гітара, клавішні, бек-вокал (з 2011 року)
- Марк Вотрус — гітара, клавішні, бек-вокал (з 2016 року)
- Патті Кінг — клавішні (з 2016 року)

Колишні учасники:
- Джессі Сандоваль — ударні, перкусія (1996—2009)
- Мартін Крендалл — клавішні, бас-гітара, бек-вокал (1998—2009)
- Дейв Гернандез — гітара, бас-гітара, бек-вокал (1998—2000, 2003—2009)
- Ніл Ленґфорд — бас-гітара (2000—2003)
- Ерік Джонсон — піаніно, клавішні, бек-вокал (2009—2011)
- Рон Льюїс — бас-гітара (2009—2011)
- Джессіка Добсон — гітара, бек-вокал (2011—2013)
- Джо Пламмер — ударні, перкусія, бек-вокал (2009—2016)
- Річард Свіфт — клавішні, піаніно, орган, синтезатор, перкусія, шруті-бокс, бек-вокал (2011—2016)

## Дискографія
Студійні альбоми:
- Oh, Inverted World (2001)
- Chutes Too Narrow (2003)
- Wincing the Night Away (2007)
- Port of Morrow (2012)
- Heartworms (2017)

Міні-альбоми:
- Nature Bears a Vacuum (1998)
- Know Your Onion! (2002)
- So Says I (2003)
- Fighting In a Sack (2004)
- iTunes Live Session (2007)
- Port of Morrow Acoustic EP (2012)